# Noda Seiko
Noda Seiko (野田 聖子 (Dã Điền Thánh Tử)  sinh ngày 3 tháng 9 năm 1960) là chính khách người Nhật Bản. Tính đến năm 2005, bà là thành viên của Chúng Nghị viện, phục vụ nhiệm kỳ thứ năm và đại diện cho Quận 1 của tỉnh Gifu; bà là Bộ trưởng Nội vụ và Truyền thông. Bà từng là ứng cử viên cho vị trí lãnh đạo đảng Dân chủ Tự do trong cuộc bầu cử năm 2021

## Đầu đời
Sinh ra tại Fukuoka, bà đã từ bỏ việc học tại trường trung học Denenchofu Futaba, sau đó tốt nghiệp từ trường trung học Jonesville ở Michigan và tiếp tục học tại Khoa Văn hóa So sánh, Khoa Ngoại ngữ của Đại học Sophia .Vào tháng 9 năm 1978 với tư cách là sinh viên quay trở lại từ nước ngoài và hoàn thành chương trình học vào năm 1983. Cùng năm đó, bà làm việc tại khách sạn Imperial, nơi bà có kinh nghiệm làm việc ở bộ phận lễ tân và nhân viên bán hàng quốc tế.
Năm 1984, sau sự ra đi của bà ngoại, Hikaru Noda, bà được ông nội, Uichi Noda nhận làm con nuôi và kế thừa họ Noda.

## Tham gia chính trị
Bước vào sự nghiệp chính trị, năm 1987, bà đã tranh cử vào Hội đồng tỉnh Gifu với tư cách là thành viên của Đảng Dân chủ Tự do và trở thành người trẻ tuổi nhất được bầu chọn, ở tuổi 26.
Bà tiếp tục tranh cử vào vị trí đại biểu từ quận 1 Gifu trong cuộc bầu cử tổng quát lần thứ 39 của Hạ viện vào năm 1990, nhưng không thành công do không nhận được sự ủng hộ từ Đảng Dân chủ Tự do.
Tuy nhiên, vào năm 1993, bà tái tranh cử trong cuộc bầu cử tổng quát lần thứ 40 của Hạ viện và cuối cùng được bầu, với cam kết "bổ sung một nữ thành viên của Đảng Dân chủ Tự do vào Hạ viện". Trong Đảng Dân chủ Tự do, bà thuộc Nhóm Nghiên cứu Chính sách Mới (phe Kawamoto).